# Antares (typ jachtu)
Antares – typ oceanicznego jachtu żaglowego, budowany przez Szczecińską Stocznię Jachtową na przełomie lat 60. i 70. ub.w., zaprojektowany przez R. Langera i K. Michalskiego.

## Charakterystyka
Jachty typu Antares miały konstrukcję skorupową wykonaną z mahoniu, pokład z drewna tekowego i były ożaglowane jako jol. Jacht dzielny, osiągał prędkość do 16 węzłów.
Wyprodukowano trzy bliźniacze jednostki tego typu.

## Jachty typu Antares

### Dar Szczecina
Zbudowany jako pierwsza jednostka z serii. Pierwszym właścicielem jednostki była Sekcja Żeglarska MKS Pogoń, w 1996 roku jacht przejęło miasto Szczecin. Nr na żaglu: XIV-PZ-8, obecnie POL-608.

### Roztocze
Zbudowany jako druga jednostka z serii. Właścicielem jachtu jest Skarb Państwa, armatorem jachtu jest Lubelski Okręgowy Związek Żeglarski. Nr na żaglu: XIV-PZ-9, obecnie POL-9

### Leonid Teliga
Nr na żaglu: XIV-PZ-10, później PZ-40
Zbudowany jako ostatnia jednostka z serii, wprowadzony do eksploatacji w 1970 roku. Armatorem jachtu do 1972 r. było Centrum Wychowania Morskiego ZHP, a potem był własnością klubu „Hutnik” Pogoria z Dąbrowy Górniczej.